# Anomalistisches Jahr
Das anomalistische Jahr ist das Zeitintervall zwischen zwei Durchgängen der Erde durch ihr Perihel (den sonnennächsten Punkt ihrer Umlaufbahn um die Sonne), also die mittlere Bahnperiode der Erde.
Als Referenz für die Dauer des anomalistischen Jahres wird der 1. Januar 2000 verwendet (Epoche J2000.0). Das anomalistische Jahr hatte zu diesem Zeitpunkt eine Länge von
31558432,539 Sekunden, das entspricht 365,25963588 Sonnentagen = 365 Tage, 6 Stunden, 13 Minuten und 52,539 Sekunden.
Die Bahn der Erde um die Sonne ist (leicht) elliptisch, die Lage der Bahnellipse in der Bahnebene ist aber nicht konstant; der Einfluss der Gravitation der anderen Planeten verursacht die Apsidendrehung. Die Drehrichtung der Apsidenlinie der Bahnellipse ist gleichsinnig mit der Umlaufrichtung der Erde auf dieser Ellipse, Perihel (derzeit im Mittel am 3. Januar; das genaue Datum schwankt wegen Schaltjahr-Effekten und dem Einfluss des Mondes um plus/minus zwei Tage) und Aphel (derzeit um den 4. Juli) drehen sich also von der sich nähernden Erde weg. Das anomalistische Jahr ist deshalb geringfügig länger als das siderische Jahr, die Dauer eines Erdumlaufs in raumfixen Koordinaten. Da die Erdbahn-Ellipse nach etwa 112.000 Jahren wieder die gleiche Lage im Raum hat (diese Periode eines vollständigen Umlaufs der Apsidenlinie nennt man Zyklus der Periheldrehung der Erde), ist ein anomalistisches Jahr somit durchschnittlich rund {\displaystyle {\tfrac {1}{112000}}} länger als ein siderisches Jahr, das entspricht gut 4 Minuten und 40 Sekunden.